# Pavel Kubík
Pavel Kubík (* 25. Oktober 1983) ist ein tschechischer Skeletonfahrer.
Pavel Kubík lebt in Zlín. Er betreibt seit 2006 Skeleton und gehört seitdem zum Nationalkader seines Landes. Im Dezember des Jahres debütierte er im Skeleton-Europacup und belegte Platz 47 bei einem Rennen in Königssee. An selber Stelle wurde er zwei Monate später 26. der Skeleton-Europameisterschaft 2007. Zur Saison 2007/08 startete er im neu geschaffenen Skeleton-Intercontinentalcup. Im ersten dieser Rennen in Cesana Pariol belegte er mit Platz 17 sein bestes internationales Ergebnis. Seine ersten Skeleton-Weltmeisterschaften fuhr Kubík 2008 in Altenberg und erreichte Platz 30.